# Mont Eloundem
Le mont Eloundem est une des 7 collines autour de Yaoundé.

## Géographie
Il est situé dans la banlieue sud-ouest de la ville de Yaoundé et au nord-est de Mbankomo.